# Virginie septentrionale

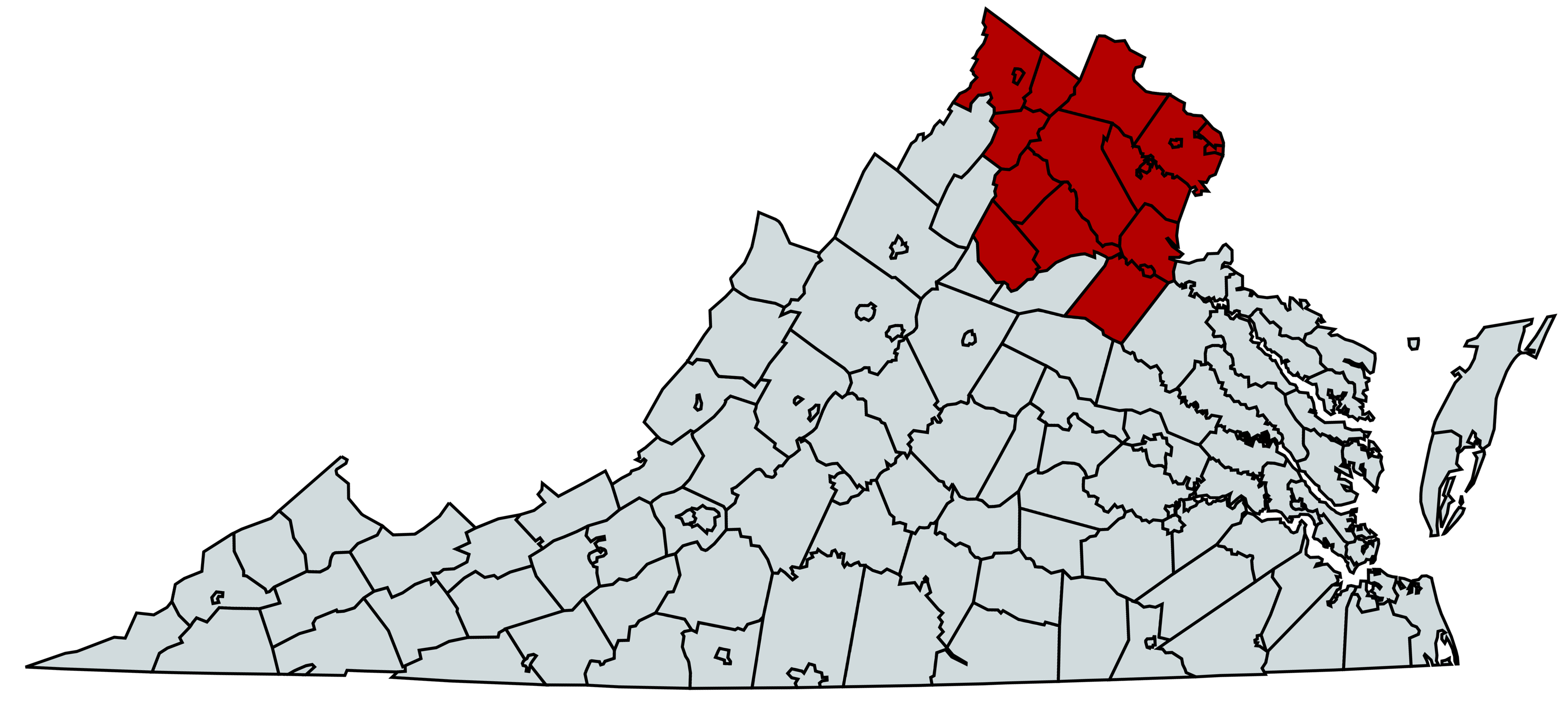
Localisation de la Virginie septentrionale

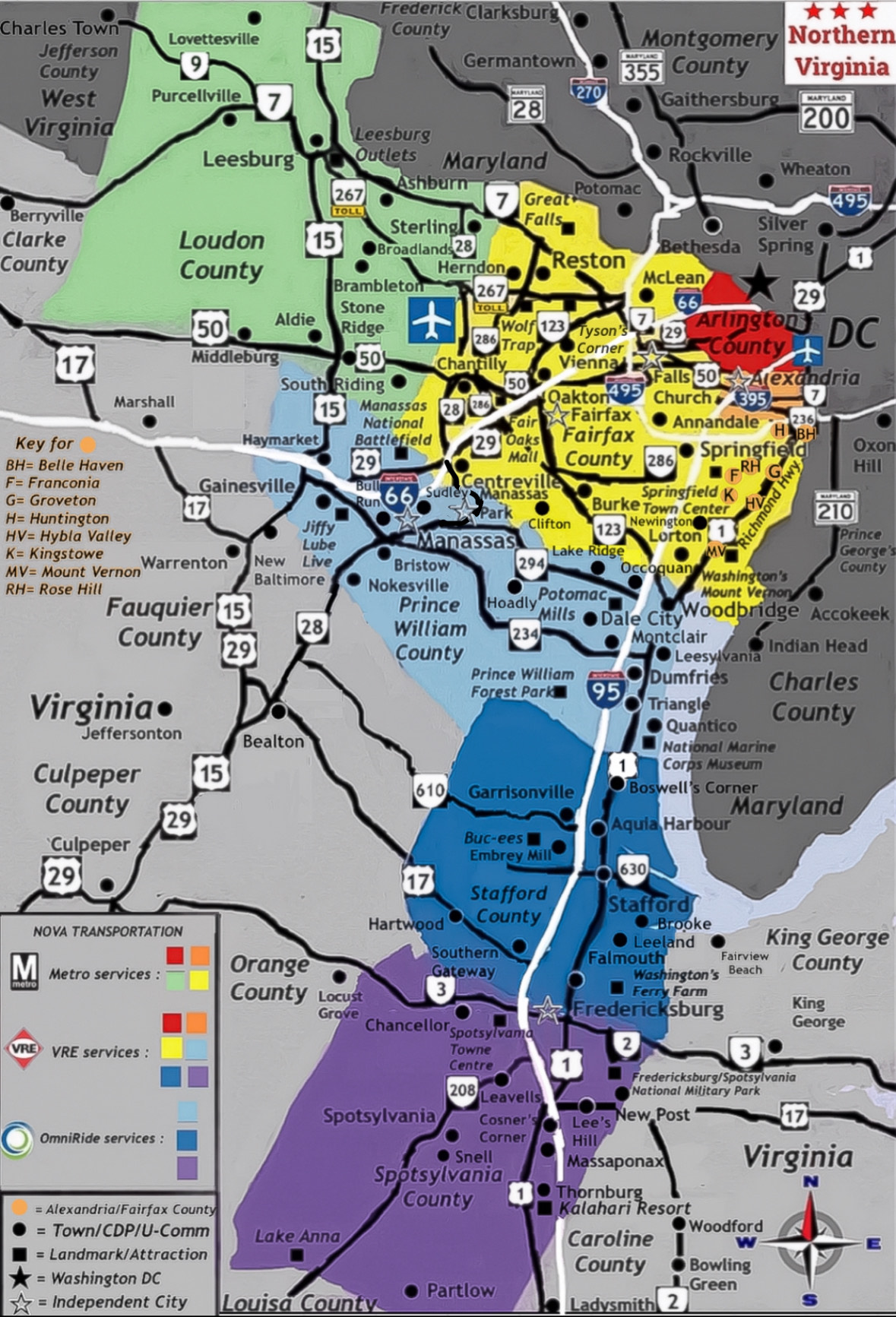
Carte de la Virginie septentrionale

La Virginie septentrionale (en anglais Northern Virginia - NoVA) est une région composée de plusieurs comtés et villes indépendantes au nord de l'état de Virginie aux États-Unis. Elle est située au sud et à l'ouest de la ville de Washington.
C'est la zone la plus peuplée de la Virginie, avec une estimation de 3 149 413 habitants en 2018. C'est une région très dynamique sur le plan économique.
On trouve dans cette zone l'aéroport national Ronald-Reagan et l'aéroport international de Washington-Dulles, ainsi que le Pentagone.